# 井上正和
井上 正和（いのうえ まさかず）は、下総国高岡藩の第10代藩主。
8代藩主・井上正瀧の次男として生まれる。弘化3年（1846年）、兄の9代藩主・正域が嗣子無くして死去したことから、兄の養子となって家督を継いだ。嘉永元年12月24日（1849年）、従五位下、筑後守に叙位・任官する。嘉永4年（1851年）9月8日、日光祭祀奉行に任じられる。嘉永6年（1853年）に大坂加番に任じられる。文久2年（1862年）には江戸藩邸に藩校・学習館を創設した。
慶応3年（1867年）3月28日、長男の正順に家督を譲って隠居した。明治4年（1871年）11月14日、死去。

## 系譜
父母
- 井上正瀧（実父）
- 香那 ー 大久保忠誠の娘（実母）
- 井上正域（養父）

正室
- 諏訪忠恕の娘

子女
- 井上正順（長男）